# Garfield Darien
Garfield Darien, född 22 december 1987 i Lyon, är en fransk friidrottare, specialiserad på 110 meter häck.
Vid Europamästerskapen i friidrott 2010 i Barcelona, Spanien, vann Darien silver på 110 meter häck. Han vann även silver på 60 meter häck vid Europeiska inomhusmästerskapen i friidrott 2011 i Paris, Frankrike.